# Нибель
Ни́бель — река в России, протекает по Сосногорскому и Троицко-Печорскому районам Республики Коми. Впадает в Велью в 6 км от устья по правому берегу. Длина реки — 137 км, площадь водосборного бассейна — 1050 км².
Исток реки в Сосногорском районе в 12 км к северо-востоку от посёлка Дорожный. Река течёт от истока на юг, затем последовательно поворачивает на запад, север и восток, описывая большую петлю. Русло сильно извилистое, в низовьях образует старицы. В среднем течении перетекает в Троицко-Печорский район. Всё течение проходит по ненаселённому заболоченному таёжному лесу. Скорость течения в низовьях 0,5 м/с. Впадает в Велью в 4 км к северу от посёлка Мирный.

## Притоки
(указано расстояние от устья)
- 2 км: река Мирон-Ёль (пр)
- 22 км: река Средний Дзёр (лв)
- 35 км: река Большой Дзёр (лв)
- 57 км: река Зэрыдзаёль (лв)
- 59 км: река Конапасаёль (пр)
- 93 км: река Ыджыдъёль (пр)

## Данные водного реестра
По данным государственного водного реестра России относится к Двинско-Печорскому бассейновому округу, водохозяйственный участок реки — Печора от истока до водомерного поста у посёлка Шердино, речной подбассейн реки — Бассейны притоков Печоры до впадения Усы. Речной бассейн реки — Печора.